# Maison communale de Woluwe-Saint-Lambert
La maison communale de Woluwe-Saint-Lambert (en néerlandais : Gemeentehuis van Sint-Lambrechts-Woluwe) est un bâtiment de style moderniste édifié par l'architecte Joseph Diongre (1881-1957) à Woluwe-Saint-Lambert, une commune de Bruxelles en Belgique.

## Localisation
La maison communale de Woluwe-Saint-Lambert est située avenue Paul Hymans 2-2a, l'arrière donnant sur la place du Tomberg, à Woluwe-Saint-Lambert, une commune située dans l'est de l'agglomération bruxelloise,. 

## Historique

### Contexte
L'architecte Joseph Diongre (1878-1963) est un architecte au parcours diversifié.
Après la guerre, il participe activement au mouvement de construction d'habitations sociales avec de nombreux édifices à Laeken (1920 et 1923), à Saint-Gilles (1922), à Anderlecht (1922), à Molenbeek (1924 et 1927) ainsi que la cité-jardin qui porte son nom à Molenbeek (1922).
À partir de 1925, Diongre réalise en un style moderniste tempéré certains des édifices les plus caractéristiques de l'entre-deux-guerres à Bruxelles : la Withuis à Jette (1927), l'église Saint-Jean-Baptiste de Molenbeek (1930), l'Institut national de radiodiffusion à Ixelles (1933-1938) et la maison communale de Woluwe-Saint-Lambert (1937-1939).

### Édification de la maison communale
Au XIXe siècle, la maison communale de Woluwe-Saint-Lambert est installée dans de modestes édifices comme la ferme « Hof te Nazareth » puis une maison devenue actuellement centre paroissial de rencontre et dénommée « Shalom Center ».
En 1908, le bourgmestre de la commune organise un concours visant à construire une nouvelle maison communale et c'est le projet de Joseph Diongre, de style néo-Renaissance flamande, qui l'emporte en 1909,. Mais ce projet est postposé par la commune, malgré une décision en octobre 1913, à cause des difficultés liées au choix de l'emplacement. Un second projet est proposé par Diongre au sortir de la guerre en 1919, dans lequel l'architecte se contente d'agrandir le premier, en en conservant le style. 
C'est finalement un troisième plan de style moderniste qui est retenu en 1935,,. La première pierre est posée le 7 novembre 1937 et la maison communale est inaugurée en 1939 dans un  environnement encore constitué de champs,,,.

### Classement
La maison communale de Woluwe-Saint-Lambert fait l'objet d'un classement au titre des monuments historiques depuis le 19 avril 1995 sous la référence 2278-0032/0, et figure à l'Inventaire du patrimoine architectural de la Région de Bruxelles-Capitale sous la référence 29683.

### Restauration
En janvier 2008, la Région de Bruxelles-Capitale débloque 1,379 millions d'euros pour la restauration des façades et de la toiture de la maison communale de Woluwe-Saint-Lambert,,.

## Architecture
La maison communale de Woluwe-Saint-Lambert est un vaste édifice de style moderniste en briques jaunes de Boom,,,,.
La silhouette de l'édifice est dominée par une une tour de trente mètres de haut dotée d'une horloge, qui rappelle les anciens beffrois,.
L'angle du bâtiment était marqué jadis par un escalier monumental qui a été remplacé en 1976 par l'entrée de la station de métro Tomberg,.
Cette travée d'angle arrondie est ornée, au niveau de la terrasse du bureau du bourgmestre, d'un bas-relief de Joseph-Gérard Van Goolen (un sculpteur né à Woluwe-Saint-Lambert) représentant le blason de la commune : saint Lambert écrasant un guerrier. Ce blason est accompagné des armes des derniers seigneurs de Woluwe, les Hinnisdael.

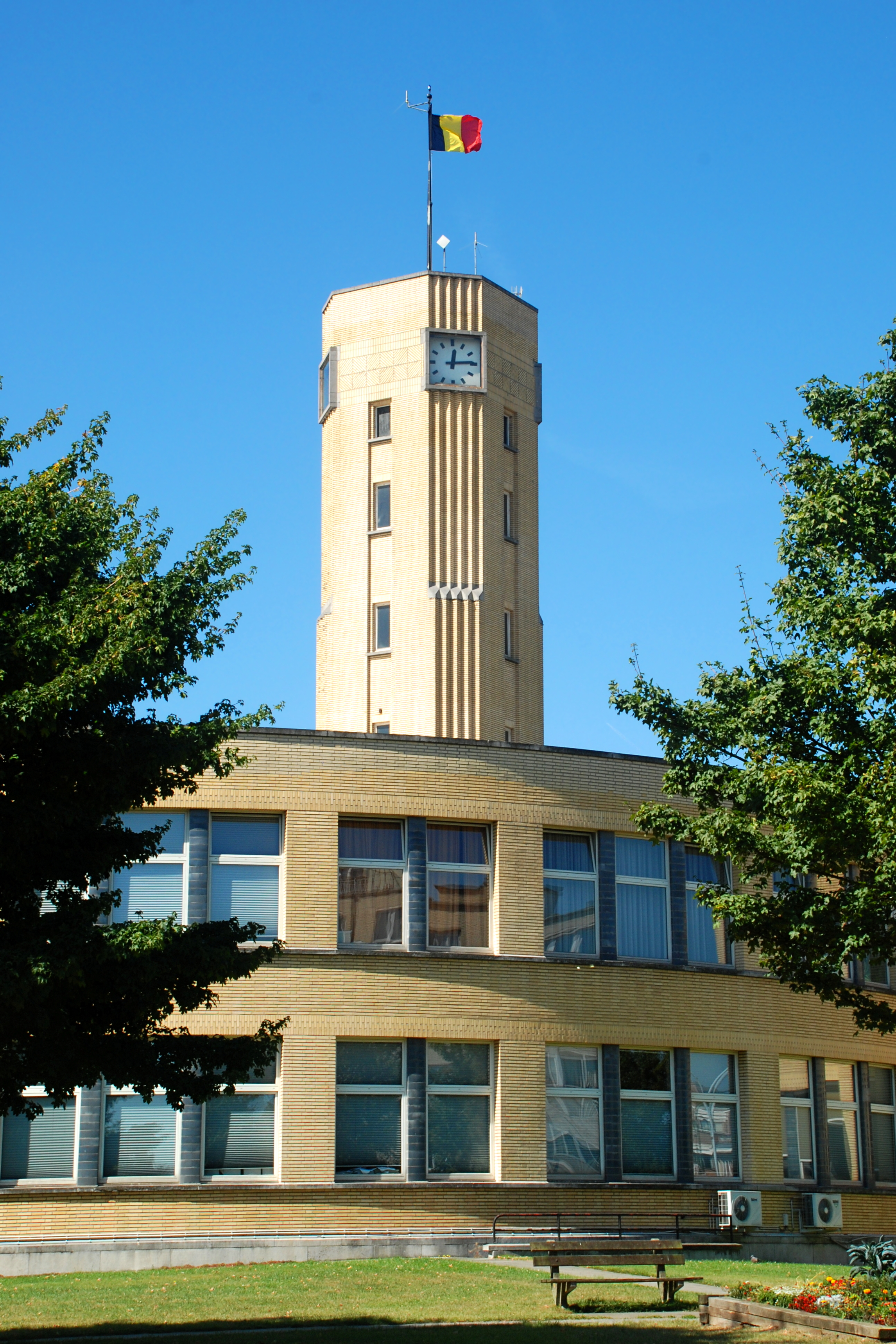
La tour vue de l'est.
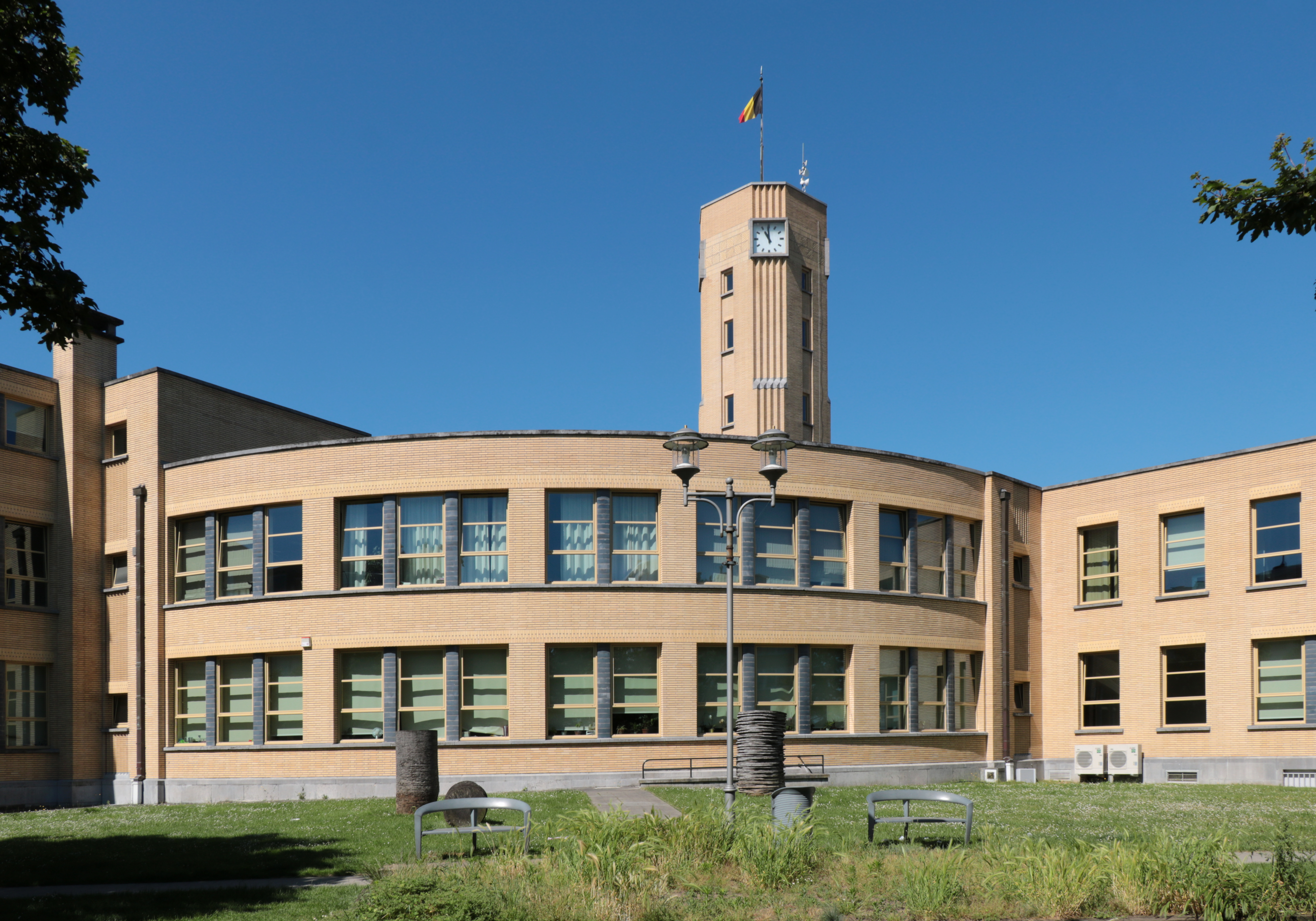
La façade orientale.
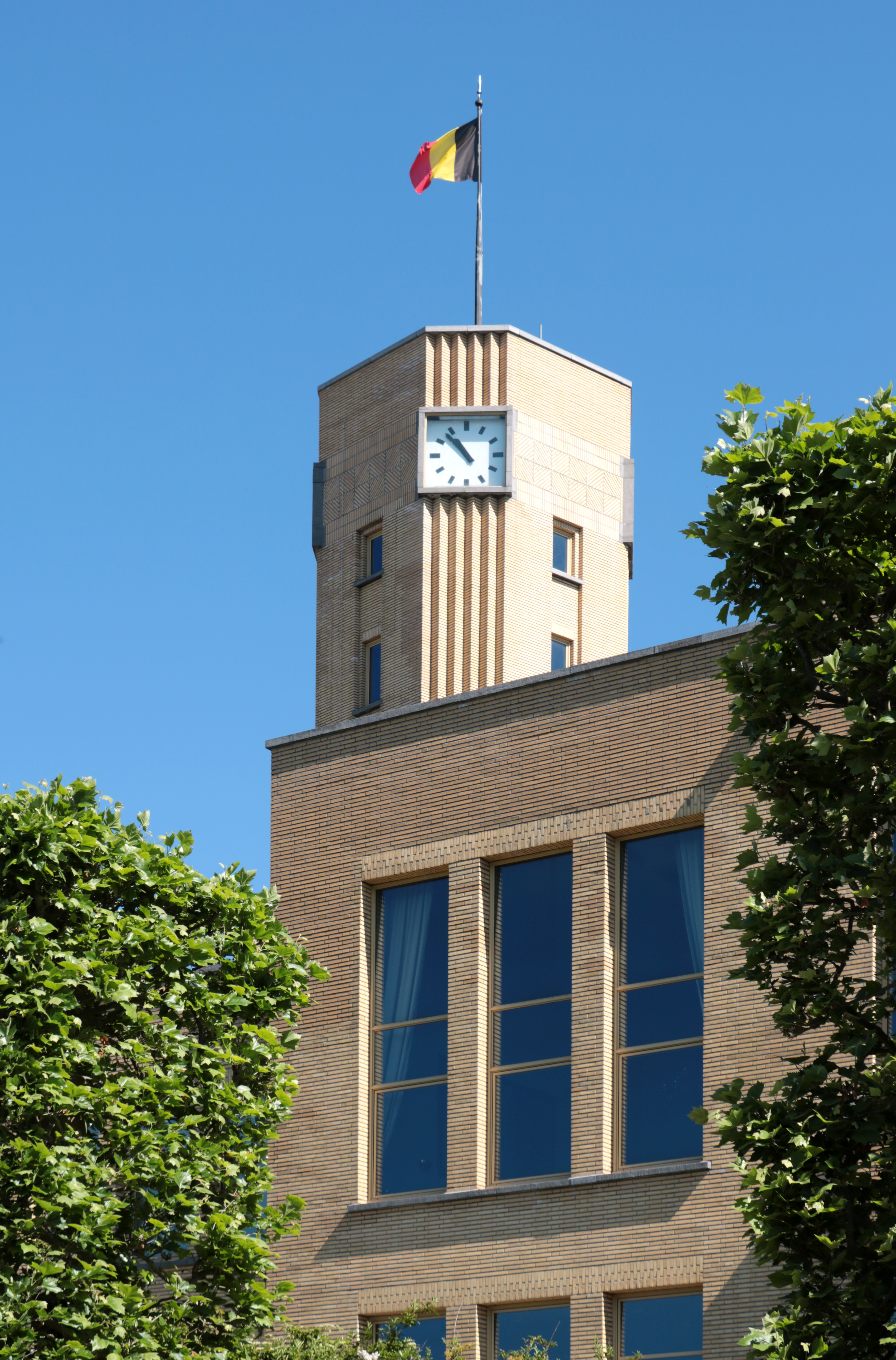
La tour vue du sud .
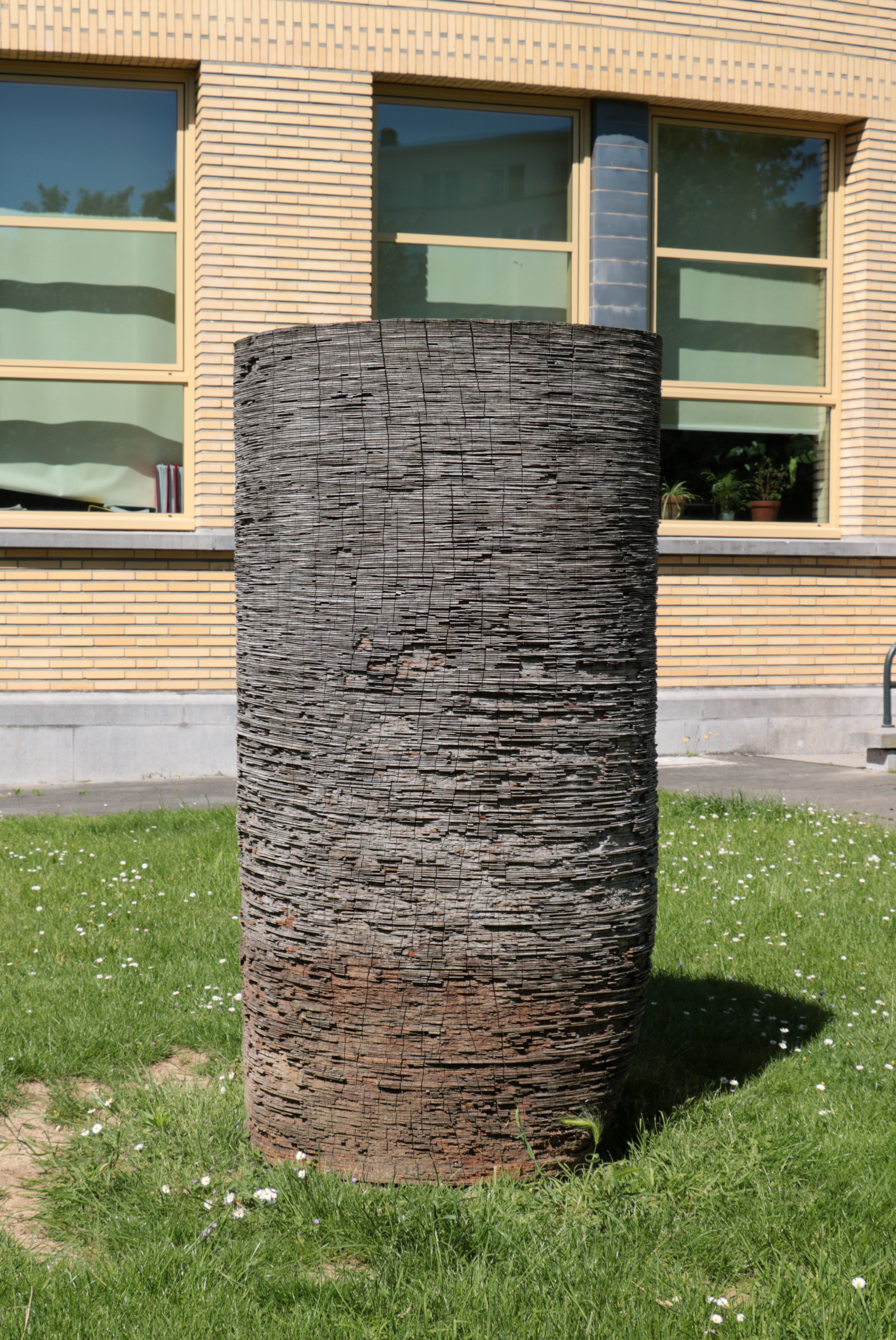
Sculpture.